# Not the Nine O'Clock News
Not the Nine O'Clock News est une émission de télévision comique à saynètes britannique, diffusée sur BBC 2 de 1979 à 1982.
En France, plusieurs séquences de l'émission ont été diffusées à partir du 20 septembre 1987 dans Mondo Dingo sur La Cinq, puis jusqu'en 1992 sur TF1.

## Contenu
Initialement présentée, sur BBC 1, l'émission est une Alternative comedy qui parodie le Nine O'Clock News (Le Journal de 21 heures de la BBC). Not the Nine O'Clock News comprend des saynètes satiriques sur des évènements contemporains et sur la culture populaire, ainsi que des chansons parodiques, des saynètes comiques, des vidéos modifiées et des émissions de télévision factices. Sa conception est similaire à celle du Monty Python's Flying Circus, y compris les saynètes d'une durée de quelques secondes à plusieurs minutes. Parmi les cibles de l'émission, on trouve, en vrac : la famille royale britannique, Margaret Thatcher, Scotland Yard, la musique country, le christianisme, le culte du diable et le punk rock.
Parmi les saynètes les plus célèbres, on peut citer Allright Bob ?, brocardant les publicités pour le robot de la British Leyland ; Constable Savage, où ce dernier ne voit pas pourquoi il ne peut pas procéder à l'arrestation de M. Winston Kodogo, coupable d'être noir ; Cut Off Their Goolies, débat qui conclut à un accord entre les participants sur la solution la plus radicale, à savoir la castration ; Does God Care ?, dans laquelle Rowan Atkinson se demande si Dieu se soucie de lui, puisqu'il a failli mourir en nourrissant son chat.
Le nom de l'émission fait référence à son horaire de diffusion. À l'origine elle était diffusée sur BBC 2, en même temps que le Nine O'Clock News sur BBC 1.

## Réalisation
La série a lancé la carrière de plusieurs acteurs et scénaristes de haut vol et a également inspiré d'autres séries humoristiques, comme Blackadder et Alas Smith & Jones. Les réalisateurs s'assurent que l'émission reste d'actualité en n'enregistrant les saynètes que quelques jours avant la diffusion. Bill Wilson réalise les trois premières saisons, Geoff Posner la quatrième.
La série bénéficie des techniques vidéo d'enregistrement et de montage. Le rythme est renforcé par des jump cuts entre des enregistrements d'archives, généralement de politiciens, de membres de la famille royale ou de célébrités. 
Par comparaison avec les autres comédies produites à la même époque, Not the Nine O'Clock News se distingue par un montage très dynamique, déformant souvent complètement le message des informations traitées, et par son humour tout à fait intransigeant, voire agressif. Margaret Thatcher dépose plainte quand, par un adroit montage d'images, l'émission insinue qu'elle a détruit une voiture. Le premier épisode contient le monologue, devenu célèbre par la suite, de Rowan Atkinson, parodiant la Convention électorale du Parti conservateur et son attitude envers les immigrés (« Nous n'avons rien contre eux, mais, depuis que nous connaissons la recette du curry...»). Une autre fois, l'émission insinue que l'adhésion à ce parti est aussi gênante que l'appartenance à un gang criminel. Lorsque le film des Monty Python, La Vie de Brian, suscite une grande controverse, le programme présente une saynète, durant laquelle des invités argumentent pour savoir si le Nouveau Testament est une parodie de mauvais goût du travail de John Cleese et de ses collègues, prenant ainsi le contrepied des débats alors en cours autour du film.

### Acteurs
L'émission Not the Nine O'Clock News met en scène Rowan Atkinson, Pamela Stephenson, Mel Smith et Griff Rhys Jones, auxquels s'ajoute Chris Langham dans la première série. Par la suite, Smith et Jones décident de continuer à travailler en duo et réalisent en commun quelques séries. Ils créent également la compagnie de production Talkback (maintenant propriété de FremantleMedia). Atkinson poursuit sa propre carrière sur scène en jouant, entre autres, dans Blackadder et Mr. Bean. Pamela Stephenson apparaît pendant plusieurs années aux États-Unis, notamment dans le célèbre Saturday Night Live, en 1986, mais abandonne, par la suite, la comédie pour la psychologie clinique.
En 2005, Rowan Atkinson, Mel Smith, Pamela Stephenson, Chris Langham et John Lloyd sont réunis, à l'initiative de Sue MacGregor pour parler de l'émission. La question du départ de Langham est abordée. Lloyd semble en être responsable, mais Atkinson avait fait campagne pour que Langham reste dans la distribution. La Réunion est diffusée sur BBC Radio 4, le 31 juillet 2005.

### Scénarios
Les scénaristes principaux sont David Renwick, Colin Bostock-Smith, Andy Hamilton, Peter Brewis, Richard Curtis et Clive Anderson. Toutefois, les producteurs acceptent aussi, pour les saynètes, des scénarios venant d'un large éventail de scénaristes (Rowan Atkinson, Griff Rhys Jones, Nigel Planer, Mel Smith, Guy Jenkin, Andrew Marshall, Rory McGrath, Simon Woodham, Vicky Pile, Guy Meredith, Kim Fuller, Laurie Rowley, Mark Wallington, Dick Fiddy, Paul Smith, Mick Deasey, Terry Kyan, Howard Goodall, Tony Mather, Jim Hitchmough, Philip Pope, Mike Radford, Paul Newstead, Janey Preger, Trevor McCallum, Colin Gilbert, Peter Richardson, Roger Planer, Peter Brewis, Ruby Wax, John Lloyd, Sean Hardie et Stephen Fry).

### Musique
Howard Goodall (qui compose, par la suite, les thèmes musicaux de Red Dwarf, Blackadder et Le Vicaire de Dibley) est le directeur musical. Des effets vidéos utilisés dans la pop, créés avec Paintbox Quantel, sont souvent un point culminant des numéros musicaux.

## Épisodes
Not the Nine O'Clock News comporte un total de 27 épisodes, d'une durée de 25 à 30 minutes, en quatre saisons.
- 16 octobre 1979 - 20 novembre 1979 : six épisodes.
- 31 mars 1980 - 12 mai 1980 : sept épisodes.
- 27 octobre 1980 - 15 décembre 1980 : huit épisodes.
- 1er février 1982 - 8 mars 1982 : six épisodes.

## Historique
Not the Nine O'Clock News est produite par John Loyd. Lloyd propose l'idée à la direction de la comédie et du divertissement de la BBC et se voit confier une série de six émissions, à la condition qu'il collabore avec Sean Hardie, qui avait travaillé aux actualités à la BBC.
L'équipe originelle comprend Rowan Atkinson, Christopher Godwin, John Gorman, Chris Langham, Willoughby Goddard, Chris Emmett, Jonathan Hyde et Robert Llewellyn, et l'émission est prévue pour le 2 avril 1979. Initialement, sa diffusion est prévue après L'Hôtel en folie (Fawlty Towers) et il est décidé que John Cleese présente le premier épisode, dans une saynète faisant référence à la grève des techniciens alors en cours, expliquant (dans son rôle de Basil Fawlty) qu'il n'y aura pas d'émission cette semaine, de sorte qu'une « revue défraîchie » est diffusée en remplacement. Toutefois, les élections générales de 1979 sont proches et le spectacle, jugé trop politique, est retiré. La saynète avec Cleese est diffusée, plus tard dans l'année, après le dernier épisode de L'Hôtel en folie, alors que la diffusion de la première série de Not the Nine O'Clock News a commencé. La saynète perd, de ce fait, toute signification. On la trouve dans le coffret DVD de L'Hôtel en folie pour la Région 2.
Lloyd et Hardie décident de modifier la distribution, conservant Langham et Atkinson. Ils veulent lui adjoindre une femme. Victoria Wood refuse de participer à l'émission. Lloyd rencontre Pamela Stephenson lors d'une fête et elle accepte de rejoindre la distribution. Mel Smith s'ajoute à Atkinson, Langham et Stephenson. La première série est critiquée et décrite comme « un mélange indigent de stand-up et d'une petite portion de saynètes ». La BBC se retrouve avec des saynètes excédentaires, dont l'emploi nécessite une deuxième saison, pour laquelle sept épisodes sont commandés. Langham est remplacé par Griff Rhys Jones, qui était déjà apparu dans des rôles mineurs.

## Récompenses
La deuxième saison remporte la Rose d'argent au Festival de Montreux et un prix BAFTA, au titre de Meilleur programme de divertissement, en 1982. L'émission reçoit également un Emmy.

## Rediffusions et adaptations
Not the Nine O'Clock News est rarement rediffusée. Huit « épisodes » remaniés et condensés (pour les rendre « plus rapides et plus drôles que jamais ») sont diffusés, en 1995, représentant trois heures d'émission. Les modifications sont principalement dues au fait que les épisodes originaux, dans leur intégralité, brocardent des événements qui faisaient l'actualité, à l'époque.
Les épisodes complets sont rediffusés, en 1993, sur UKTV Gold. Ils n'ont pas été rediffusés depuis (2011). Les huit émissions de la compilation de 1995 sont régulièrement présentées sur Comedy Central X.
Not the Nine O'Clock News est une pièce, jouée à Oxford et à Londres, en 1982, mais les interprètes principaux décident de mettre fin à ce projet, alors que c'est un succès : Stephenson commence une carrière cinématographique à Hollywood, Atkinson enregistre la première saison de Blackadder, en 1983, et Smith et Jones créent un duo dans Hélas Smith et Jones. Une adaptation américaine, Pas nécessairement les actualités, est diffusée pendant sept ans, de 1983 à 1990, sur la chaîne de télévision câblée Home Box Office.
Un documentaire, Not Again: Not The Nine O'Clock News, mettant en vedette la troupe et commémorant la réalisation du programme est diffusé sur BBC 2, le 28 décembre 2009, avant la diffusion d'une des compilations de 1995 (bien qu'un « épisode complet » eût été annoncé dans les programmes de télévision).

## Publications

### Vidéos et DVD
Deux vidéos très remaniées de l'émission, intitulées Nice Video, Shame about the Hedgehog et The Gorilla Kinda Lingers, sont publiées en 1995. En août 2003, ces vidéos sont rééditées sur DVD, sous le titre de The Best of Not the Nine O'Clock News: Volume One. The Best of Not the Nine O'Clock News: Volume Two est publié un an plus tard. En Région 1 et en Amérique du Nord, les deux enregistrements ne sont disponibles qu'ensemble, et non séparément. Ces deux DVD sont publiés le 28 mars 2006, par A&E Home Video,. 

### Documents audio
Trois albums vinyle sont publiés lors de la diffusion télévisée de la série. Ils s'intitulent respectivement Not the Nine O'Clock News, Hedgehog Sandwich et The Memory Kinda Lingers. Ces albums sont une réussite, les deux premiers se classant dans les dix meilleures ventes d'albums au Royaume-Uni, un exploit rare pour un album parlé.
La version originale de The Memory Kinda Lingers est un double 33 tours longue durée. Le deuxième disque est intitulé Pas devant le public (Not in Front of the Audience) et est un enregistrement en direct du spectacle de la troupe. Hedgehog Sandwich et le premier disque de The Memory Kinda Lingers sont, par la suite, réunis sur une cassette double longueur BBC, puis sur un double disque compact.
Le groupe réenregistre Oh Bosanquet (un hommage au présentateur récemment retraité Reginald Bosanquet) et Gob on You, publiés sur un single. Ce dernier a les mêmes paroles, moins percutantes, que celles présentées dans Pas devant le public.
Le chant de l'ayatollah (The Ayatollah Song) et Gob on You (tels qu'ils ont été présentés dans l'émission de télévision) et I Like Trucking et Supa Dupa sont également publiés en singles.
Le single de 1980, Typing Pool, de Pam and the Paper Clips (EMI 5015), est attribué soit à Pamela Stephenson, soit à Not the Nine O'Clock News. Il est écrit par Roger et Nigel Planer.

### Imprimés
Trois livres ont été publiés, en liaison avec la série. Not! the Nine O'Clock News est un recueil de matériaux classiques, réécrits et restructurés de façon à parodier l'éphémère magazine Now! (en). Pas le mariage royal (Not the Royal Wedding) a pour thème le mariage royal du prince Charles et de Diana Spencer. Pas les élections générales (Not the General Election) ironise sur les élections générales de 1983. Le premier est réédité, en 1995, sous le titre Pas à vendre (Not for Sale). La promotion de Pas le mariage royal est l'objet d'une émission de radio dérivée peu connue, Pas les Noces (Not the Nuptials), retransmise sur BBC Radio 1. La même station a aussi produit un documentaire sur les coulisses de Not the Nine O'Clock News, dans le cadre de la série magazine Studio B15.
Deux calendriers à page quotidienne détachable, conçus par John Loyd et contenant plusieurs contributions de Douglas Adams, sont publiés au début des années 1980 (Pas 1982 et Pas 1983). Vers cette époque est également publiée une édition orwellienne factice du journal The Times, Not The 1984 Times, qui n'est pas réellement liée à la série et dans laquelle aucun membre de la distribution n'est impliqué, contrairement à ce qui est couramment admis.

## Diffusion hors des pays anglophones
La série est diffusée en Suède, sous le titre Inte Aktuellt, à partir du 9 juillet 1982, sur TV1. Le titre fait référence aux actualités, Aktuellt, diffusées, comme celles de BBC 1, à 21 h. En Finlande, le titre de l'émission est Ei yhdeksän uutiset.